# Хвилина тиші

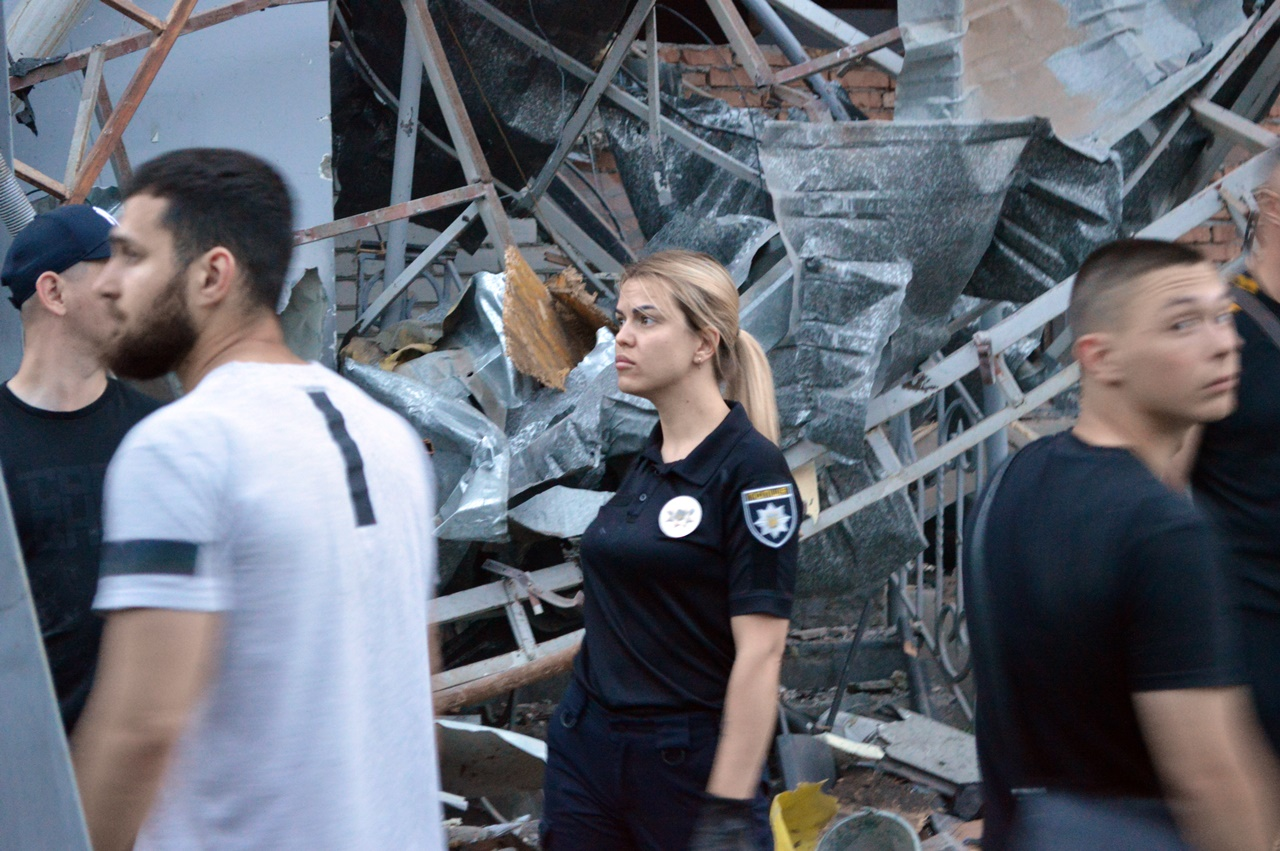
Хвилина тиші під час рятувальних робіт у Краматорську після ракетного удару, 27 червня 2023

Хвилина тиші — захід в аварійно-рятувальних та інших невідкладних роботах, під час якого припиняють розмови, рух, роботу машин та інші дії, задля виявлення рятувальниками людей, що залишилися під завалами та можуть кликати на допомогу.
Для визначення перебування людей під завалами нерідко використовуються кінологи зі службовими собаками. Після виявлення постраждалого рятувальники намагаються встановити з ним слуховий або зоровий контакт, з'ясувати стан, заспокоїти, підтримати спілкуванням, передати воду та харчові продукти тощо.

## Година тиші
«Хвилина тиші» — поширена назва оперативного акустичного методу або «метода прослуховування» в рятувальних роботах, який має назву «година тиші» під час тривалих робіт. На практиці «година тиші» становить 15-20 хвилин, під час яких припиняють або зводять до мінімуму всі роботи з використанням техніки, рятувальники розподіляються на ділянках проведення робіт на відстані 2-5 метрів один від одного, лягають на землю та прослуховують завал. Під час цього заходу з використанням мегафона або гучним голосом промовляється: «Тут допомога, відповідайте» та  «Відповідайте стуком». Почувши відповідь, рятувальники показують напрямок звуку — за перетином цих напрямків, указаних різними особами, з'ясовується вірогідне місце знаходження потерпілої людини. При цьому враховується, що  металеві предмети можуть давати хибний напрямок звуку.
Українські рятувальники використовують цей захід під час пошукових операцій в Україні та за кордоном. Під час російських обстрілів населених пунктів України хвилина тиші допомогла врятувати кілька людських життів. Іноді за допомогою хвилини тиші знаходять людей за кілька годин після події.